# 7 sắc cầu vồng
7 sắc cầu vồng là chương trình trò chơi truyền hình do Bộ Giáo dục & Đào tạo và Đài Truyền hình Việt Nam phối hợp tổ chức từ năm 1996 đến năm 1998, phát sóng vào 12 giờ 50 phút trưa chủ nhật hàng tuần. Đây là cuộc thi kiến thức dành cho lứa tuổi học sinh trung học phổ thông có quy mô trên toàn quốc.

## Tổng quan và nội dung chương trình
Mỗi cuộc thi gồm có 2 phần:
- Phần 1 - lựa chọn đáp án trắc nghiệm: Sẽ có 7 câu hỏi trắc nghiệm được đưa ra cùng với 3 phương án trả lời A, B, C. Các đội có 30 giây suy nghĩ trước khi đưa ra đáp án bằng cách giơ các tấm bảng A, B hoặc C. Trả lời đúng mỗi câu hỏi sẽ ghi được 1 điểm, số điểm tối đa của phần thi này là 7 điểm.
- Phần 2 - nhấn chuông trả lời nhanh: Vẫn giống như phần thi trước, tuy nhiên sau khi nghe người dẫn chương trình đọc nội dung của câu hỏi, đội thi nào nhấn chuông nhanh đầu tiên trong 60 giây sẽ giành được quyền trả lời. Trả lời đúng sẽ ghi được 2 điểm, nếu sai đội kia sẽ có quyền trả lời trong thời gian còn lại. Điểm số tối đa của phần thi thứ 2 là 14 điểm.
- Xen giữa 2 phần thi là câu hỏi dành cho khán giả và phần văn nghệ.

## Các vòng thi
7 sắc cầu vồng có tất cả 4 vòng thi tại các cấp khác nhau: cấp huyện, cấp tỉnh, cấp khu vực & cấp toàn quốc. Tất cả những trận thi đấu của cấp khu vực và toàn quốc sẽ được ghi hình và phát sóng trên VTV3. Nhiều trận chỉ có quy mô cấp tỉnh của các địa phương như Thái Nguyên, Quảng Ninh, Quảng Bình, Hà Nam,... cũng được phát sóng trên truyền hình.
Mỗi trường trung học phổ thông sẽ chọn 1 đội thi chính thức bao gồm 7 học sinh, thường là những học sinh giỏi để tham gia cuộc thi. Các đội sẽ bắt đầu từ vòng chung kết cấp huyện cùng với những trường khác ở trong huyện. Đội thi xuất sắc nhất của huyện sẽ đại diện cho huyện đó tham gia vòng chung kết cấp tỉnh cùng với những huyện khác. Đội thi xuất sắc nhất của tỉnh sẽ là đại diện cho tỉnh tham gia vòng chung kết cấp khu vực và đội thi xuất sắc nhất của khu vực sẽ tham gia vòng chung kết toàn quốc.

## Phân chia bảng đấu
Toàn quốc có 49 tỉnh tham gia được chia thành 6 khu vực:
- KV1: Các tỉnh thuộc khu vực miền núi phía Bắc
- KV2: Các tỉnh Trung du & đồng bằng Bắc Bộ
- KV3: Các tỉnh Khu vực Bắc Trung Bộ
- KV4: Các tỉnh Khu vực Nam Trung Bộ
- KV5: Các tỉnh Khu vực Đông Nam Bộ
- KV6: Các tỉnh Khu vực Đồng bằng sông Cửu Long

6 đội thi xuất sắc nhất đại diện cho 6 khu vực sẽ tham gia vòng bán kết toàn quốc tại thủ đô Hà Nội. Các đội được sắp xếp đấu loại trực tiếp để chọn 3 đội cuối cùng tham gia vòng chung kết toàn quốc:
- Các tỉnh miền núi phía Bắc đối đầu với Khu vực Nam Trung Bộ
- Trung du & đồng bằng Bắc Bộ đối đầu với Khu vực Đông Nam Bộ
- Khu vực Bắc Trung Bộ đối đầu với Đồng bằng sông Cửu Long

## Đại diện các tỉnh tham gia
| TT | Trường                        | Địa phương     | Thành tích cao nhất                    | Khu vực |
| -- | ----------------------------- | -------------- | -------------------------------------- | ------- |
| 1  | THPT chuyên Cao Bằng          | Cao Bằng       | Á quân khu vực                         | KV1     |
| 2  | THPT Tân Trào                 | Tuyên Quang    | Vô địch tỉnh, bị loại ở vòng 2 khu vực | KV1     |
| 3  | THPT Nguyễn Huệ               | Yên Bái        | Vô địch tỉnh, bị loại ở vòng 1 khu vực | KV1     |
| 4  | THPT TP Điện Biên Phủ         | Điện Biên      | Xếp thứ 3 toàn quốc                    | KV1     |
| 5  | THPT Nguyễn Du                | Sơn La         | Vô địch tỉnh, bị loại ở vòng 1 khu vực | KV1     |
| 6  | THPT Việt Bắc                 | Lạng Sơn       | Vô địch tỉnh, bị loại ở vòng 1 khu vực | KV1     |
| 7  | THPT Chuyên Bắc Kạn           | Bắc Kạn        | Vô địch tỉnh, bị loại ở vòng 1 khu vực | KV1     |
| 8  | THPT Chuyên Hòa Bình          | Hòa Bình       | Vô địch tỉnh, bị loại ở vòng 2 khu vực | KV1     |
| 9  | THPT Cẩm Phả                  | Quảng Ninh     | Tốp 4 khu vực                          | KV2     |
| 10 | THPT Ngô Sỹ Liên              | Bắc Giang      | Vô địch tỉnh, bị loại ở vòng 1 khu vực | KV2     |
| 11 | THPT Dương Tự Minh            | Thái Nguyên    | Vô địch tỉnh, bị loại ở vòng 1 khu vực | KV2     |
| 12 | THPT Thái Phiên               | Hải Phòng      | Vô địch khu vực, vào tốp 6 toàn quốc   | KV2     |
| 13 | THPT Kim Liên                 | Hà Nội         | Tốp 4 khu vực                          | KV2     |
| 14 | THPT Nguyễn Đức Cảnh          | Thái Bình      | Á quân khu vực                         | KV2     |
| 15 | THPT Chuyên Biên Hòa          | Hà Nam         | Tốp 4 khu vực                          | KV2     |
| 16 | THPT Nguyễn Huệ               | Hà Tây         | Vô địch tỉnh, bị loại ở vòng 2 khu vực | KV2     |
| 17 | THPT Nguyễn Huệ               | Ninh Bình      | Vô địch tỉnh, bị loại ở vòng 1 khu vực | KV2     |
| 18 | THPT Lê Hồng Phong            | Nam Định       | Vô địch tỉnh, bị loại ở vòng 1 khu vực | KV2     |
| 19 | THPT Huỳnh Thúc Kháng         | Nghệ An        | Vô địch tỉnh, bị loại ở vòng khu vực   | KV3     |
| 20 | THPT Chuyên Hà Tĩnh           | Hà Tĩnh        | Vô địch khu vực, vào tốp 6 toàn quốc   | KV3     |
| 21 | THPT Đào Duy Từ               | Thanh Hóa      | Vô địch tỉnh, bị loại ở vòng khu vực   | KV3     |
| 22 | THPT Quảng Ninh               | Quảng Bình     | Vô địch tỉnh, bị loại ở vòng khu vực   | KV3     |
| 23 | THPT Đông Hà                  | Quảng Trị      | Vô địch tỉnh, bị loại ở vòng khu vực   | KV3     |
| 24 | THPT Chuyên Quốc Học Huế      | Thừa Thiên Huế | Vô địch tỉnh, bị loại ở vòng khu vực   | KV3     |
| 25 | THPT Huỳnh Thúc Kháng         | Quảng Nam      | Vô địch tỉnh, bị loại ở vòng khu vực   | KV4     |
| 26 | THPT Hòa Vang                 | Đà Nẵng        | Vô địch khu vực, vào tốp 6 toàn quốc   | KV4     |
| 27 | THPT Trần Cao Vân             | Bình Định      | Vô địch tỉnh, bị loại ở vòng khu vực   | KV4     |
| 28 | THPT chuyên Lương Văn Chánh   | Phú Yên        | Vô địch tỉnh, bị loại ở vòng khu vực   | KV4     |
| 29 | THPT Lý Tự Trọng              | Khánh Hòa      | Vô địch tỉnh, bị loại ở vòng khu vực   | KV4     |
| 30 | THPT Nguyễn Trãi              | Ninh Thuận     | Vô địch tỉnh, bị loại ở vòng khu vực   | KV4     |
| 31 | THPT Bắc Bình                 | Bình Thuận     | Vô địch tỉnh, bị loại ở vòng khu vực   | KV4     |
| 32 | THPT chuyên Lê Khiết          | Quảng Ngãi     | Vô địch tỉnh, bị loại ở vòng khu vực   | KV4     |
| 33 | THPT Ngô Quyền                | Đồng Nai       | Vô địch toàn quốc                      | KV5     |
| 34 | THPT Đồng Xoài                | Bình Phước     | Vô địch tỉnh, bị loại ở vòng khu vực   | KV5     |
| 35 | THPT chuyên Hùng Vương        | Bình Dương     | Vô địch tỉnh, bị loại ở vòng khu vực   | KV5     |
| 36 | THPT Nguyễn Thị Minh Khai     | Tp HCM         | Vô địch tỉnh, bị loại ở vòng khu vực   | KV5     |
| 37 | THPT Chuyên Lê Quý Đôn        | Vũng Tàu       | Vô địch tỉnh, bị loại ở vòng khu vực   | KV5     |
| 38 | THPT Dương Minh Châu          | Tây Ninh       | Vô địch tỉnh, bị loại ở vòng khu vực   | KV5     |
| 39 | THPT Thốt Nốt                 | Cần Thơ        | Vô địch tỉnh, bị loại ở vòng khu vực   | KV6     |
| 40 | THPT Chuyên Sa Đéc            | Đồng Tháp      | Vô địch tỉnh, bị loại ở vòng khu vực   | KV6     |
| 41 | THPT Chuyên Nguyễn Bỉnh Khiêm | Vĩnh Long      | Vô địch tỉnh, bị loại ở vòng khu vực   | KV6     |
| 42 | THPT Thành phố Trà Vinh       | Trà Vinh       | Vô địch tỉnh, bị loại ở vòng khu vực   | KV6     |
| 43 | THPT chuyên Phan Ngọc Hiển    | Cà Mau         | Đứng thứ 2 toàn quốc                   | KV6     |
| 44 | THPT Trần Văn Kiết            | Bến Tre        | Vô địch tỉnh, bị loại ở vòng khu vực   | KV6     |
| 45 | Trường THPT Châu Thành        | Long An        | Vô địch tỉnh, bị loại ở vòng khu vực   | KV6     |
| 46 | THPT Chuyên Bạc Liêu          | Bạc Liêu       | Vô địch tỉnh, bị loại ở vòng khu vực   | KV6     |
| 47 | THPT Nguyễn Trung Trực        | Kiên Giang     | Vô địch tỉnh, bị loại ở vòng khu vực   | KV6     |
| 48 | THPT Long Xuyên               | An Giang       | Vô địch tỉnh, bị loại ở vòng khu vực   | KV6     |
| 49 | THPT Nguyễn Đình Chiểu        | Tiền Giang     | Vô địch tỉnh, bị loại ở vòng khu vực   | KV6     |

## Vòng chung kết toàn quốc
6 đội thi xuất sắc nhất đại diện cho 6 khu vực tham gia vòng bán kết toàn quốc ở thủ đô Hà Nội là:
- Chuyên ban thị xã Điện Biên Phủ tỉnh Lai Châu (nay là THPT Thành phố Điện Biên Phủ, Điện Biên)
- THPT Thái Phiên, Hải Phòng
- Năng khiếu Hà Tĩnh (nay là THPT Chuyên Hà Tĩnh)
- THPT Hòa Vang, Đà Nẵng
- THPT Ngô Quyền, Đồng Nai
- THPT chuyên Phan Ngọc Hiển, Cà Mau

Trận Chung kết cuộc thi "Bảy sắc cầu vông" toàn quốc có sự góp mặt của trường THPT Phan Ngọc Hiển - Cà Mau, trường chuyên ban Điện Biên Phủ - Lai Châu và trường THPT Ngô Quyền - Đồng Nai. Kết quả cuối cùng, đại diện đến từ trường THPT Ngô Quyền - Đồng Nai chiến thắng và vô địch toàn quốc.